# Tuvalu en los Juegos Olímpicos
Tuvalu en los Juegos Olímpicos está representado por la Asociación Deportiva y Comité Olímpico Nacional de Tuvalu, creada en 2004 y reconocida por el Comité Olímpico Internacional en 2007.
Ha participado en cinco ediciones de los Juegos Olímpicos de Verano, su primera presencia tuvo lugar en Pekín 2008. El país no ha obtenido ninguna medalla en las ediciones de verano.
En los Juegos Olímpicos de Invierno Tuvalu no ha participado en ninguna edición.

## Medallero

### Por edición
Juegos Olímpicos de Verano
| Evento              | Oro | Plata | Bronce | Total |
| ------------------- | --- | ----- | ------ | ----- |
| Pekín 2008          | 0   | 0     | 0      | 0     |
| Londres 2012        | 0   | 0     | 0      | 0     |
| Río de Janeiro 2016 | 0   | 0     | 0      | 0     |
| Tokio 2020          | 0   | 0     | 0      | 0     |
| París 2024          | 0   | 0     | 0      | 0     |
| TOTAL               | 0   | 0     | 0      | 0     |